# 竹本真紹
竹本 真紹（たけもと まさつぐ）は、日本の工学者。岡山大学大学院 自然科学研究科 産業創成工学専攻 電気電子機能開発学講座 電動機システム工学分野 教授。

## 主な略歴
- 1999年3月 東京理科大学大学院理工学研究科電気工学専攻修士課程修了
- 1999年4月 東京工業大学工学部電気・電子工学科助手（ - 2000年3月）
- 2000年4月 東京工業大学大学院理工学研究科電気電子工学専攻助手（ - 2004年3月）
- 2004年3月 武蔵工業大学工学部機械システム工学科助手（ - 2005年3月）
- 2005年4月 武蔵工業大学工学部機械システム工学科 講師（ - 2008年3月）
- 2008年4月 北海道大学大学院情報科学研究科システム情報科学専攻准教授（ - 2020年3月）
- 2020年4月 岡山大学大学院自然科学研究科産業創成工学専攻教授（2020年4月 - 現在）

## 主な所属学会
- 電気学会
- 日本AEM学会
- IEEEなど

## 主な受賞
- 2005年5月 電気学会 電気学術振興賞 (論文賞)
- 2010年3月 電気学会 電気学会全国大会功労賞
- 2011年9月 Electric Machine Committee First Prize Paper Award, IEEE Industry Applications Society
- 2015年8月 自動車技術会 技術部門貢献賞
- 2015年10月 Best Paper Award of The 18th International Conference on Electrical Machines and Systems (ICEMS2015)
- 2016年7月 Best Paper Award, IEEE Power & Energy Society and the Editorial Board of the Transactions on Energy Conversion
- 2017年9月 永守財団 永守賞
- 2018年10月 Electrical Machines Technical Committee Prize Paper Award, IEEE Industrial Electronics Society
- 2019年10月 Electrical Machines Committee Prize Paper Award, IEEE Industry Applications Society
- 2019年12月 日経エレクトロニクス NEパワー・エレクトロニクス・アワード2019 審査員特別賞